# Паріс Бруннер
Паріс Йозуа Бруннер (нім. Paris Josua Brunner, 15 лютого 2006, Дортмунд, Німеччина) — німецький футболіст конголезького походження, нападник французького клубу «Монако».
На правах оренди грає в бельгійському клубі «Серкль Брюгге».

## Ігрова кар'єра

### Клубна
Паріс Брруннер пройшов через клубні академії «Рот-Вайс» та «Бохума» і в 2020 році приєднався до молодіжної команди дортмундської «Боруссії». Граючи за молодіжні команди «Боруссії» Бруннер відзначався високою результативністю.
У жовтні 2023 року англійське видання The Guardian назвало Бруннера одним з кращих футболістів світу 2006 року народження. Вже через тиждень клуб відсторонив гравця від тренувань через порушення дисциплінарних норм.
У серпні 2024 року Бруннер підписав контракт з клубом «Монако» і одразу був відправлений в оренду до бельгійського «Серкль Брюгге». 18 серпня у матчі проти «Ауд-Геверле Левен» нападник дебютував в чемпіонаті Бельгії. Своєю грою та забитими голами Бруннер допоміг «Серклю» вийти до 1/8 фіналу Ліги конференцій.

### Збірна
У 2023 році у складі юнацької збірної Німеччини (U-17) Паріс Бруннер став переможцем юнацького чемпіонату Європи (U-17) в Угорщині та юнацького чемпіонату світу в Індонезії.

## Титули
Німеччина (U-17)
- Чемпіон світу: 2023
- Чемпіон Європи: 2023

Індивідуальні
- Найкращий бомбардир чемпіонату Європи (U-17): 2023[8]
- Найкращий гравець чемпіонату Європи (U-17): 2023[9]
- Найкращий гравець чемпіонату світу (U-17): 2023[10]
- Золота Медаль Фріца Вальтера: 2023[11]